# Анна Бойтар
А́нна Бо́йтар (угор. Bojtár Anna; 6 січня 1940, Будапешт) — угорська перекладачка.
Закінчила 1963 Будапештський університет за спеціальністю російська мова та історія. Перекладає з української, російської, білоруської, литовської літератур. Зокрема, переклала твори І. Франка («Фарбований лис»), О. Кобилянської («За готар»), П. Куліша («Чорна рада»), Ю. Щербака («Як на війні», «Маленька футбольна команда», «Хроніка міста Ярополя», «Бар'єр несумісності» тощо), Ю. Збанацького («Хвилі»), В. Дрозда («Шептало, білий кінь», «Катастрофа»), В. О. Шевчука («Єва, сестра Адама»), Р. Іваничука («Побий мене»), Б. Харчука («Смерть Вусті»), Я. Стельмаха («Химери лісового озера») тощо.
Їй належить також ряд перекладів до збірки українських казок «Золотий черевичок» (1974).